# Qutb al-Din al-Shirazi

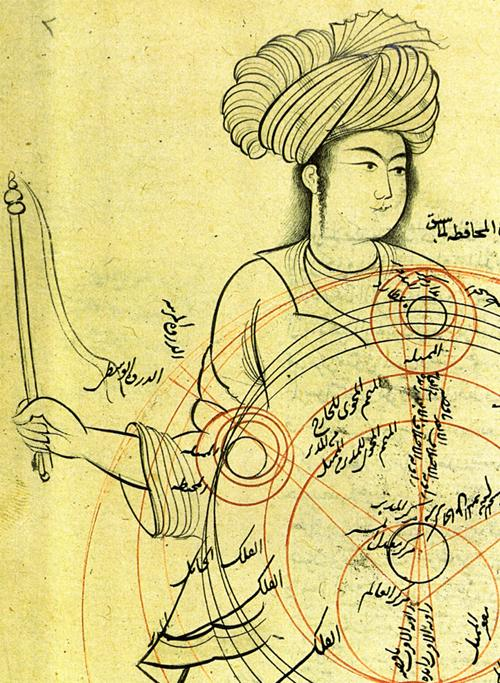
Afbeelding uit een werk van Shirazi

Qutb al-Din al-Shirazi (Kazerun, 1236 – 1311) was een Perzisch geleerde en astroloog. Hij was een leerling van Nasir al-Din al-Toesi. Shirazi was de eerste wetenschapper die met een juiste verklaring van de regenboog kwam.

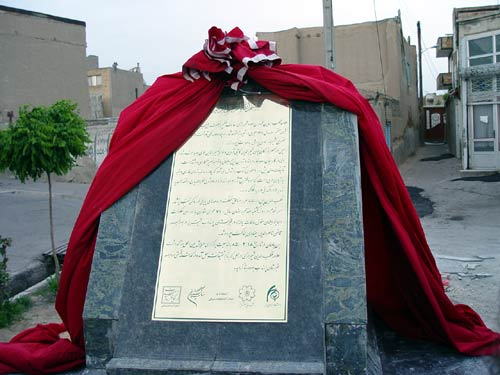
Tombe van al-Shirazi

## Werk
Hij en zijn leermeester Nasir al-Din Toesi schreven commentaren op de Almagest van Claudius Ptolemaeus. Hij zette ook zijn studies van Alhazen in verband met optica verder.
Hij schreef twee belangrijke astronomische werken:
- De Grens van Volmaaktheid : daarin schreef hij alle kennis over de hemel (Nihayat al-idrak fi dirayat al-aflak). Het werd voltooid in 1281.
- De Koninklijke Aanwezigheid : een boek dat hij voltooide in 1284.

Beide werken, met nogal vreemde titels, gaan over de beweging van de planeten. Daarin brengt hij ook een verbeterde theorie van Ptolemaeus naar voren. In De Grens van Volmaaktheid bediscussieerde hij ook de mogelijkheid van het heliocentrisme, maar in die tijd mocht dit niet luidop gezegd worden.
Naast zijn astronomisch onderzoek, schreef hij ook over de geneeskunde, wiskunde en de traditionele islamitische wetenschappen.
'Abd al-Hamīd ibn Turk · 
Abd-al-Rahman Al Sufi · 
Abū al-Hasan ibn Alī al-Qalasādī · 
Abū Ishāq Ibrāhīm al-Zarqālī · 
Abū Kāmil Shujā ibn Aslam · 
Abu'l-Hasan al-Uqlidisi · 
Abul Wafa · 
Ahmed ibn Yusuf · 
Al-Biruni · 
Al-Chwarizmi · 
Al-Hajjāj ibn Yūsuf ibn Matar · 
Alhazen · 
Al-Jayyani · 
Al-Karaji · 
Al-Khazini · 
Al-Kindi · 
Al-Mahani · 
Al-Majrati · 
Al-Sijzi · 
Hunayn ibn Ishaq · 
Ibn al-Banna · 
Ibn Sahl · 
Ibn Tahir al-Baghdadi · 
Ibn Yahyā al-Maghribī al-Samaw'al · 
Ibrahim al-Fazari · 
Ibrahim ibn Sinan · 
Jabir ibn Aflah · 
Kushyar ibn Labban · 
Mohammed al-Fazari · 
Mohammed ibn Jābir al-Harrānī al-Battānī · 
Nasir al-Din al-Toesi · 
Sinan ibn Thabit · 
Thabit ibn Qurra · 
Ulug Bey · 
Yusuf al-Mu'taman ibn Hud
- Bibliothèque nationale de France: cb12086388m (data)
- Gemeinsame Normdatei: 119209594
- International Standard Name Identifier: 0000 0000 8239 3936
- Library of Congress Control Number: nr94033786
- Nationale Bibliotheek van Israël: 987007287326105171
- Nederlandse Thesaurus van Auteursnamen: 074759523
- Istituto Centrale per il Catalogo Unico: BVEV027975
- LIBRIS: 85625
- SNAC: w6ht63c6
- Système universitaire de documentation: 029184134
- Virtual International Authority File: 56636057
- WorldCat: E39PBJtCxgGqKM6JqK7pjdCPcP